# Дистрикт Хајтс (Мериленд)
Дистрикт Хајтс (енгл. District Heights) град је у америчкој савезној држави Мериленд.

## Демографија
По попису из 2010. године број становника је 5.837, што је 121 (-2,0%) становника мање него 2000. године.
| Група             | 2000.         | 2010.         |
| Белци             | 543 (9,1%)    | 244 (4,2%)    |
| Афроамериканци    | 5.240 (87,9%) | 5.258 (90,1%) |
| Азијати           | 51 (0,9%)     | 37 (0,6%)     |
| Хиспаноамериканци | 29 (0,5%)     | 214 (3,7%)    |
| Укупно            | 5.958         | 5.837         |